# مات موريس (موسيقي)
مات موريس (بالإنجليزية: Matt Morris)‏ هو موسيقي ومغني وملحن ومغن مؤلف أمريكي، ولد في 9 مايو 1979 في دنفر في الولايات المتحدة.

## وصلات خارجية
- الموقع الرسمي
- مات موريس على موقع IMDb (الإنجليزية)
- مات موريس على موقع ميوزك برينز (الإنجليزية)
- مات موريس على موقع ميوزك برينز (الإنجليزية)
- مات موريس على موقع أول ميوزيك (الإنجليزية)
- مات موريس على موقع ديسكوغز (الإنجليزية)
- مات موريس على موقع قاعدة بيانات الفيلم (الإنجليزية)